# Montanima karavankensis
Montanima karavankensis är en fjärilsart som beskrevs av Höfner 1898. Montanima karavankensis ingår i släktet Montanima och familjen säckspinnare. Inga underarter finns listade i Catalogue of Life.